# Magma Geopark

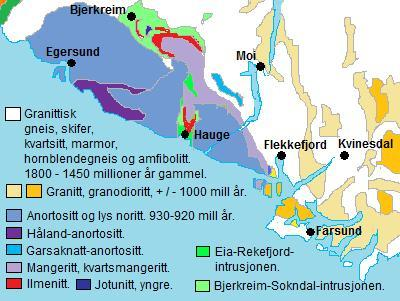
Geologische overzichtskaar van het gebied

Het Magma Geopark is een geopark in het zuiden van Noorwegen. Het park met een oppervlakte van ruim 2300 km² strekt zich uit over de gemeenten Bjerkreim, Eigersund, Lund en Sokndal in de provincie Rogaland, alsmede Flekkefjord in de provincie Agder. Het gebied is met name interessant vanwege het voorkomen van het stollingsgesteente anorthosiet.